# Leopold Gregori
Leopold Gregori er en techno-producer fra Frankrig.